# اما تیلینگر کوسکوف
اما تیلینگر کوسکوف (انگلیسی: Emma Tillinger Koskoff؛ زادهٔ ۱۹۷۲ (۵۲–۵۳ سال)) تهیه‌کننده فیلم اهل ایالات متحده آمریکا است. وی از سال ۱۹۹۳ میلادی تاکنون مشغول فعالیت بوده‌است.